# Pfullendorf
Pfullendorf (pronunciación en alemán: /ˈp͡fʊlənˌdɔʁf/ⓘ) es una localidad alemana de aproximadamente 13.000 habitantes, en el estado federado de Baden-Württemberg. Se encuentra situada a 25 km al norte de lago Constanza, al sur del valle del Danubio justo en la división entre las cuencas de los ríos Rin y Danubio, en la zona conocida como el Linzgau. Fue ciudad imperial libre durante alrededor de 600 años.

## Historia
Pfullendorf fue fundada por la tribu de los alamanes durante su tercera oleada de asentamientos. La zona que rodea el lago de Constanza, en particular el Linzgau, Hegau y Voralberg, cayeron progresivamente bajo el dominio de los condes de Pfullendorf a partir del siglo octavo. El conde más antiguo del que se tiene noticia fue Ludwig von Pfullendorf, que fue gobernante de la provincia de Hegau entre 1067 y 1116. Presumiblemente, el pueblo de Pfullendorf se expandió debido a su proximidad al castillo de los condes. El conde Rudolf, partidario del futuro emperador Federico I Barbarroja, amplió las posesiones de su familia y con el tiempo llegó a poseer feudos desde el Danubio hasta Grisonia. Tras la muerte de su hijo Berthold en 1167, el conde Rudolf nombró heredero al emperador y luego se trasladó a Tierra Santa, donde murió en 1181.

### Ciudad imperial libre
En junio de 1220, el emperador Federico II elevó a Pfullendorf al estatus de Ciudad Imperial. Sin embargo, los príncipes-obispos de Constanza, como los mayores terratenientes de la Linzgau y mecenas de diversas instituciones religiosas, como el Hospital del Santo Espíritu de Pfullendorf, continuaron ejerciendo una importante influencia política en toda la zona. En el concilio de Constanza de 1415, el rey Segismundo concedió a la ciudad el Blutgerichtsbarkeit ( "la justicia de la sangre" o el derecho a dictar penas de muerte o mutilación) a la ciudad, un estatus que confirmó a la ciudad como responsable únicamente ante Dios y el emperador.
A partir de 1383, Pfullendorf se gobernó de acuerdo con una constitución que dio poderes decisivos a los gremios de la ciudad y dispuso la elección anual de alcalde. Se estableció un Consejo superior de 50 miembros, también elegidos anualmente, y un consejo menor de 17 miembros, presidido por el alcalde, con funciones ejecutivas. Esta constitución basada en los gremios se mantuvo, con breves interrupciones, en vigor hasta 1803 y vino a servir como modelo para otras ciudades.
Pfullendorf se convirtió en miembro de la poderosa Liga de Suabia en 1488 y tomó parte en la guerra de 1492 contra el duque Albrecht de Baviera. 
Al igual que algunas otras pequeñas ciudades imperiales de las inmediaciones del lago de Constanza, Pfullendorf se vio poco afectada por la crisis que sufrió Alemania durante la Reforma protestante y fue una de las 12 ciudades imperiales libres clasificada como católica en la Paz de Westfalia, que también estableció, por primera vez, explícitamente , que las ciudades libres Imperiales disfrutaban del mismo grado de independencia (inmediatez Imperial) que los demás estados del imperio. 
Aunque la muerte Negro, Guerra de la Reforma, de los Treinta Años Guerra de los Campesinos, la Guerra de Sucesión Española y la Revolución Francesa dejaron sus marcas en la región, Pfullendorf fue capaz de evitar una gran destrucción. Durante la guerra de los Treinta Años de la ciudad fue disputada durante cinco horas en 1632 y la iglesia de peregrinación de María Schray, junto con su coro gótico, fue incendiada.

### El final de la ciudad libre
Como la mayoría de las otras 50 ciudades imperiales libres, Pfullendorf perdió su libertad en el transcurso de la mediatización de 1803 y fue anexada al Electorado de Baden. 
Pfullendorf siguió siendo un centro administrativo en el Linzgau superior hasta 1936. Luego se convirtió en parte del distrito de Überlingen, y ha sido una parte del distrito de Sigmaringen desde 1973. Durante las reformas administrativas que se produjeron desde 1972 hasta 1976, las poblaciones vecinas de Aach-Linz, Denkingen, Gaisweiler, Tautenbronn, Großstadelhofen, Mottschieß, Otterswang y Zell-Schwäblishausen se convirtieron en parte de Pfullendorf.